# استور و نل

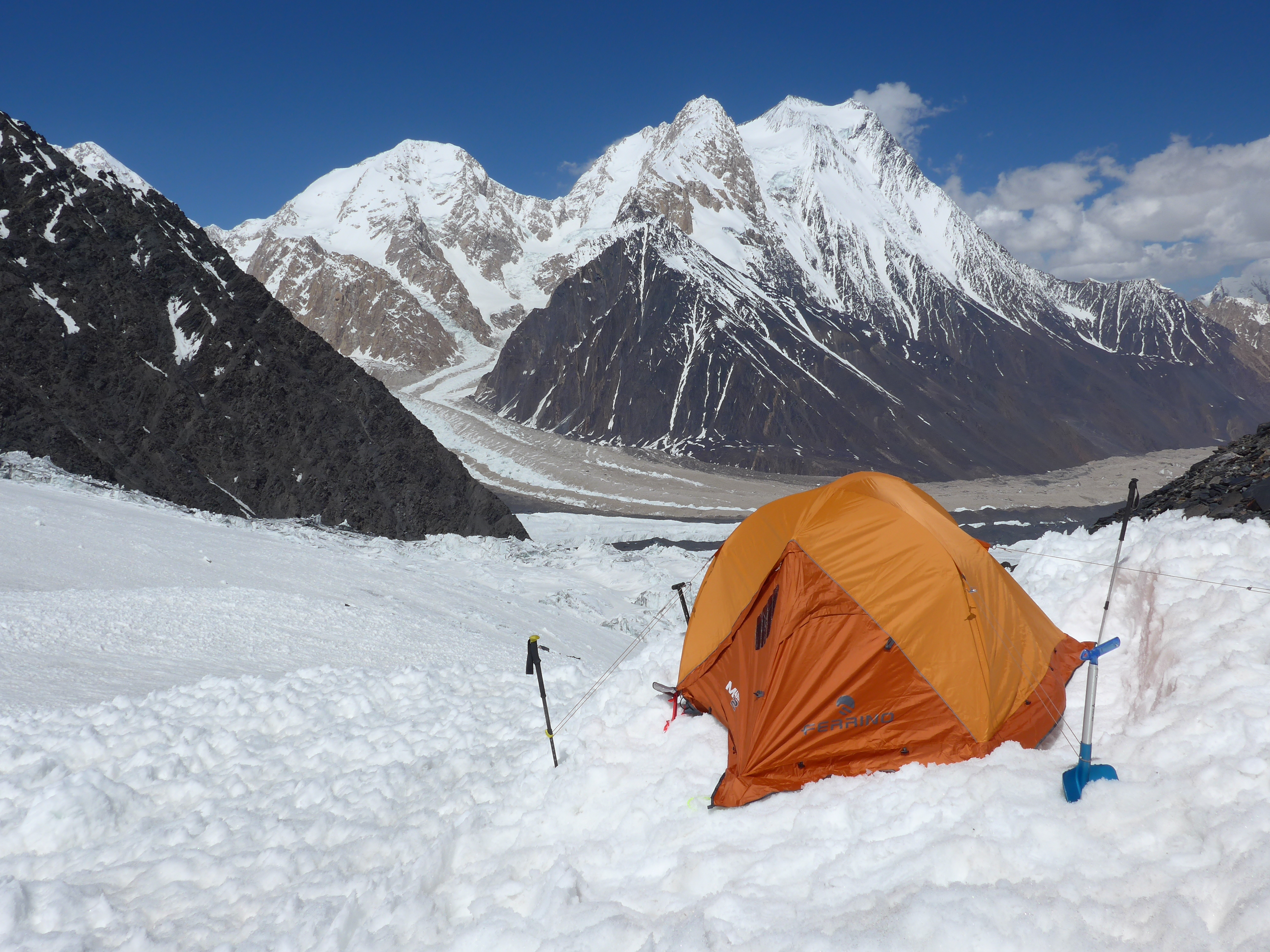
استور و نل

استور و نل (انگلیسی: Istor-o-Nal) سومین کوه بلند و مرتفع در هندوکش در ناحیه چترال در استان خیبر پختونخوا کشور پاکستان است. این کوه شصت و هشتمین قله مرتفع در جهان است و بیش از ۷۰۰۰ متر (۲۲۹۶۶ پا) بلندا با ۱۱ قله دارد. این قله در چند کیلومتری شمال شرقی ترچ میر (بلندترین کوه هندوکش)، در امتداد یخچال طبیعی ترچ واقع شده است. از آنجایی که استور و نل از نظر بسیاری در پشت قله بالاتر تیریچ میر قرار دارد، به راحتی قابل دیدن نیست و بنابراین شناخته شده نیست.
در زبان کهواری استور به معنی اسب و نل همان نعل است و معنای اصلی آن نعل اسب است.